# Thierry van Fleury en Amorbach
Thierry van Fleury (geboren ca. midden tiende eeuw) was een monnik in de abdij van Fleury die gedurende zijn leven meerdere werken schreef.

## Leven
Thierry van Fleury werd geboren rond het midden van de tiende eeuw. Hij was afkomstig uit Amorbach in Beieren en hoogstwaarschijnlijk de nakomeling van een West-Duitse adellijke familie. Hij liet zich tot priester wijden en was aanvankelijk actief als seculiere geestelijke (waarschijnlijk in een kanunnikenklooster). In het laatste kwart van de tiende eeuw verbleef hij in het klooster van Lure. Hier schreef hij de Vita Deicoli, een biografie over de stichter van het klooster. Hij trad in als monnik in de abdij van Fleury in de late tiende eeuw. De abdij bevindt zich vandaag in Saint-Benoît-sur-Loire. Daar verbleef hij tot het jaar 1002. Rond die tijd verliet hij Frankrijk en de abdij. Na zijn vertrek maakte hij een pelgrimstocht naar Rome. Na zijn verblijf in Rome vestigde hij zich in Monte Cassino dat 142 kilometer ten zuidoosten van Rome gelokaliseerd is. In het jaar 1006 keerde hij terug over de Alpen en klopte aan bij de Sint-Euchariusabdij in Trier. Hij werd door abt Richard opgenomen in het klooster, waar hij enkele jaren verbleef.  Na zijn pelgrimstochten ging hij terug naar Amorbach waar hij tussen 1010 en 1018 verbleef.  De exacte datum van zijn overlijden is niet bekend, maar hij stierf waarschijnlijk niet veel later in de abdij van Amorbach.

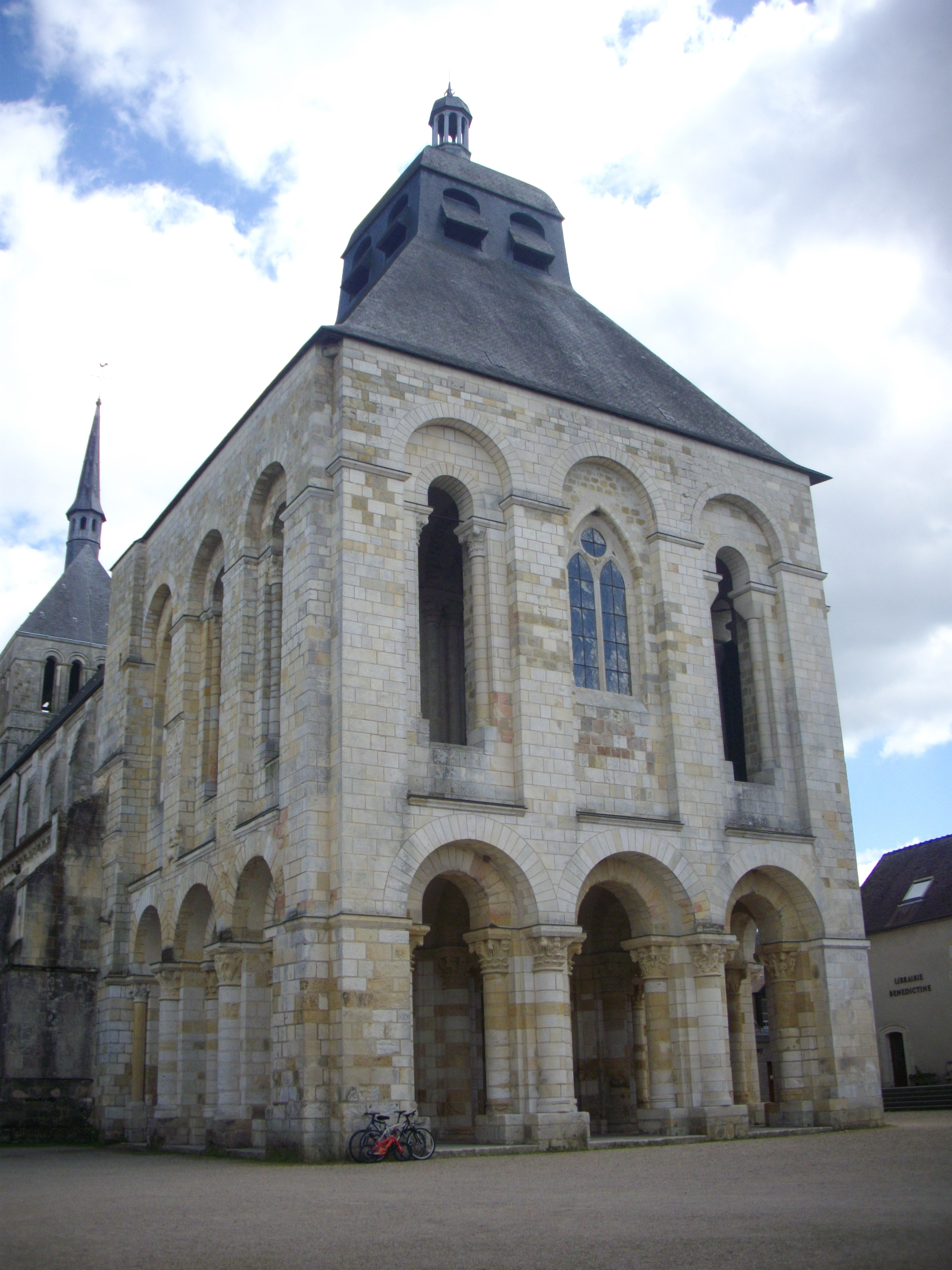
Abdij van Fleury

## Werken
Doorheen het leven van Thierry van Fleury schreef hij diverse werken. Aan het eind van de tiende eeuw schreef hij de Vita Deicoli, een biografie over de stichter van het klooster van Lure. Dit was waarschijnlijk in opdracht van de abt Werdolf. Verder schreef hij ook de Inventio Celsi in opdracht van de abt Richard van Sint-Eucharius. Daarnaast was hij ook de auteur van de Vita Firmani, op verzoek van monniken in Monte Cassino. Hij schreef ook de Duo libelli de consuetudinibus et statutis monasterii Floariacensis, een werk dat zou zijn opgedragen aan bisschop Bernward van Würzburg. Tijdens zijn bezoek aan Rome werd er graag beroep gedaan op zijn diensten als hagiograaf. Hieruit volgden de werken Vita S. Martini en de Passio ss. Tryphonis et Respecii. De Vita S. Martini was opgesplitst in drie delen: een deel dat is geschreven door Thierry van Fleury zelf, een transcriptie van de uittreksel uit de Liber Pontificalis gewijd aan de heilige Martinus en een selectie van verhalen die over het ballingschap en de dood van de paus gaan. Vita S. Severi gaat over het leven van aartsbisschop Severus van Ravenna. Het is niet helemaal zeker of Thierry van Fleury de werkelijke auteur is. Een van zijn latere werken is de Illatio S. Benedicti. Abt Richard had hem gevraagd een verhaal op te tekenen over een conflict dat in de negende eeuw in Fleury was uitgebroken over de relikwieën van Sint Benedictus en wonderen van de heilige. Het is niet helemaal zeker of hij de auteur is van de Vita S. Reginswindis omdat het voorwoord van het werk ontbreekt. Daarnaast schreef hij ook het werk Sermo de festivitate, een werk dat over een preek gaat.